# Luisenfelde (Ziethen)
Luisenfelde ist ein Wohnplatz der Gemeinde Ziethen des Amtes Joachimsthal (Schorfheide) im Landkreis Barnim in Brandenburg.

## Lage
Der Wohnplatz liegt am nordöstlichen Rand der Gemarkung und dort nördlich des Ortsteils Klein Ziethen. Nördlich der Wohnbebauung befindet sich mit der Albrechtshöhe ein weiterer Wohnplatz, der an den Grumsiner Forst/Redernswalde, Teil des UNESCO-Welterbestätte Alte Buchenwälder und Buchenurwälder der Karpaten und anderer Regionen Europas grenzt. Westlich liegt der Wohnplatz Töpferberge, östlich mit Schmargendorf ein Ortsteil der Stadt Angermünde.

## Geschichte
Der Abbau entstand in der Mitte des 19. Jahrhunderts. In den umliegenden Senken wurde zwischen ungefähr 1850 und 1930 Torf gestochen. Dazu wurde Mitte der 1920er Jahre eine (erneute?) Melioration der sogenannten Klusheide, einer rund 23 Hektar großen Fläche, vorgenommen. Nach dem Zweiten Weltkrieg wurden die Gutsbesitzer enteignet und die Flächen an Neubauern verteilt. In Luisenfelde entstanden so vier Neubauernhöfe.

## Verkehr und Infrastruktur
Der Wohnplatz ist über die gleichnamige Zufahrt von Südosten aus erreichbar. Im Ort existiert eine Schafwirtschaft, die in der Region produzierten Schafskäse vertreibt.